# Rausimod
Rausimod, auch Rausimodus oder Ravsimodus (gestorben im Jahr 323 n. Chr.), war ein spätantiker sarmatischer Anführer vom Asowschen Meer im vierten Jahrhundert n. Chr. in Pannonien. Er wird auch als König der Sarmaten bezeichnet. Wahrscheinlich war er nach seiner Ankunft an der gotischen Grenze zum Reich (ripa Gotica) kurzzeitig auch Anführer der Terwingen und Taifalen in diesem Gebiet.

## Unruhen am pannonischen Limes im Jahr 322
Im Frühjahr 317 n. Chr. hatten Kaiser Licinius und Kaiser Konstantin der Große Frieden geschlossen. Die Diözese Thrakien wurde licinisch, während die Diözese Mösien weiterhin unter konstantinischer Macht stand. Konstantin blieb auf dem Balkan und sicherte damit konsequent den Frieden in diesem Raum. Trotzdem kam es zu einem weiteren Bürgerkrieg mit Licinius. 

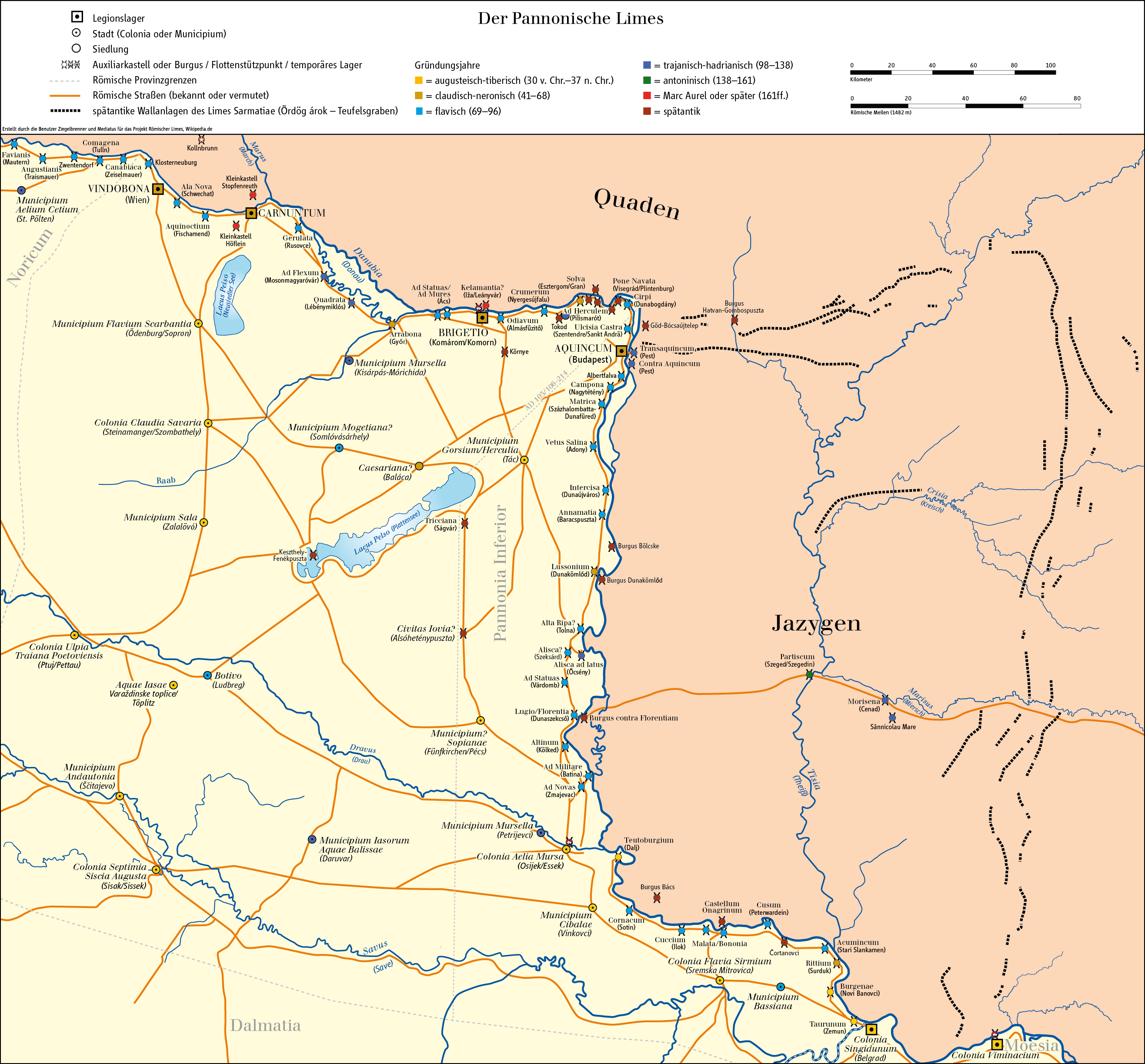
Die Lage von Campona am niederpannonischen Donaulimes mit dem Wallsystem des Limes Sarmatiae

Im Jahr 322 n. Chr. gab es Unruhen am Donaulimes durch in das Reich einfallende Sarmaten. Konstantin I. bekämpfte die Sarmaten in Niederpannonien, als diese im Bereich des Kastells Campona angriffen und das Kastell in Brand setzten.
Zosimos, ein spätantiker griechischer Geschichtsschreiber, berichtet darüber in seinem Geschichtswerk Historía néa im 21. Kapitel seines zweiten Buches:

„(1.) Auf die Nachricht, daß die an dem See Mäotis wohnenden Sarmaten mit Schiffen über die Donau sezten, und die ihm unterwürfigen Gegenden plünderten, führte er seine Kriegsmacht gegen dieselbigen. (2.) Da ihm aber die Barbaren nebst ihrem Könige Rausimodus begegneten, griffen die Sarmaten zuerst eine mit hinreichender Besatzung versehene Stadt an. Die Mauer dieser Stadt war von der Erde bis zu einer gewissen Höhe von Steinen erbaut; der oberste Theil war von Holz. (3.) In Hoffnung, daß man die Stadt, wenn nur der hölzerne Theil abgebrannt wäre, leichtlich einnehmen werde, brachten die Sarmaten Feuer an die Mauer, und schossen Pfeile auf diejenigen, so auf derselben stunden. (4.) Diese aber erlegten von den Barbaren viele mit Steinen und Wurfwaffen, welche sie von ihrem günstigen Standpunkte auf sie herabwarfen, und überdies kam Konstantinus den Barbaren in den Rücken, machte deren viele nieder, und nahm einen größern Theil gefangen, so daß der Rest mit der Flucht sich rettete. (5.) Rausimodus, der den größten Theil der Seinigen verloren hatte, kehrte über den Ister zurück, des Vorhabens, ein andersmal die Römische Landschaft zu plündern. (6.) Diese Nachricht bewog den Konstantinus, sie zu verfolgen; er holte auch wirklich die Flüchtlinge bei einem waldichten Hügel ein, und griff sie an. Viele von ihnen erlegte er; unter andern auch den Rausimodus; (7.) viele bekam er gefangen, und was noch übrig war, ergab sich mit aufgehobenen Händen dessen Schutze. Und auf solche Art kehrte er in sein Hauptquartier zurück.“

König Rausimods jazygisch-maiotische Sarmaten, die sich von ihren Wohnsitzen am Asowschen Meer auf die Wanderschaft begeben hatten und bis an die Donaugrenze des Imperiums und in das davor liegende sarmatisch-terwinische Gebiet gekommen waren, nutzten die allgemeinen Unruhen durch ständige Einfälle am pannonischen Limes ins Reich. Sie überschritten die von Rom schwach geschützte Donaugrenze und belagerten das römische Kastell Campona in Unterpannonien, südlich von Ofen (das heutige Buda, Teil von Budapest an der Donau in Ungarn).
Konstantin registrierte den Einfall der Sarmaten Rausimods in den Herrschaftsraum von Licinius. Für ihn bildete der Übergang der Rausimod-Sarmaten eine erneute Gefahr, die gleichfalls strikt zu bannen war. Dem Kaiser, der am 28. April 323 ein Gesetz verabschieden sollte, das alle römischen Kollaborateure mit dem Tod auf dem Scheiterhaufen bedrohte, blieb keine Wahl. Die Verteidigung gegen Rausimods Sarmaten wurde von Konstantin durchgeführt und das Gebiet von Licinius angegriffen. Er trieb mit seinen Truppen Rausimods Sarmaten von dem Kastell bis über die Donau zurück, folgte den Eindringlingen ins barbarische Gebiet und zerschlug das Barbarenheer. Rausimod starb auf diesem Schlachtfeld.
Als Folge der Unruhen um das Jahr 322 wurde das Wallsystem am niederpannonischen Limes umfangreich befestigt. Zusätzlich ließ Konstantin am unteren und mittleren Donaulimes den Grenzschutz durch den Ausbau der Lager vor Ort verstärken.
Konstantins Kampagne aber galt als Überschreitung des Territoriums von Licinius, die Terwingen wurden danach unter ihrem Anführer Alica mit ihren Hilfstruppen zu Verbündeten von Licinius gegen Konstantin den Großen und es kam zu einem weiteren Bürgerkrieg zwischen Konstantin und Licinius.

## Sarmaten oder Goten
Rausimod wird in den antiken Nachrichten als ein Herrscher von Sarmaten oder Maioten vom Asowschen Meer beschrieben und ist wohl mit dem Bosporaner König Rhadamsades zu identifizieren.
Aus archäologischer bzw. numismatischer Sicht betrachtet, wird Rausimod sowohl als ein König der Sarmaten als auch der Goten angesehen: Es liegen Münzen vom Jahr 321 mit der Aufschrift Sarmatia devicta vor, sowie Münzen von Konstantin I., welche ihm den Beinamen Victor Gothorum geben. Auch wurden im Jahr 322 n. Chr. im Monat Februar Gotische Spiele gefeiert.
Außerdem ist zu bemerken, dass diese von Konstantin bekämpften Sarmaten – die im Jahr 321 n. Chr. über die nachlässig besetzten Grenzen eindrangen, und in Thrakien und Mösien wüteten – wohl eigentlich Karpen, Terwingen und Taifalen im Verband mit weiteren sarmatischen Gruppen im barbarischen Raum an der pannonischen Grenze waren.

## Ausgaben und Übersetzungen
- Zosimi comitis et exadvocati fisci Historia nova. Herausgegeben von Ludwig Mendelssohn, Olms, Hildesheim u. a. 2003 [2. Nachdruck der Ausgabe Teubner, Leipzig 1887], ISBN 978-3-487-05208-3. (Digitalisat)
- David Christoph Seybold, Ludwig Heinrich Heyler: Geschichte des Zosimus. Aus dem Griechischen zum Erstenmale übersetzt und mit Anmerkungen begleitet. 2 Bände, Frankfurt am Main 1802–1804 (Digitalisat).